# Merwilla dracomontana
Merwilla dracomontana är en sparrisväxtart som först beskrevs av Olive Mary Hilliard och Brian Laurence Burtt, och fick sitt nu gällande namn av Franz Speta. Merwilla dracomontana ingår i släktet Merwilla och familjen sparrisväxter.
Artens utbredningsområde är KwaZulu-Natal. Inga underarter finns listade i Catalogue of Life.